# Fort Worth
Fort Worth is een stad die ongeveer 50 kilometer ten westen van de stad Dallas ligt. Het is de op vier na grootste stad in Texas met ruim 854.000 inwoners (volgens North Central Texas Council of Governments). De stad valt onder het stedelijk gebied Dallas - Fort Worth - Arlington en maakt deel uit van de Dallas-Fort Worth Metroplex.

## Geschiedenis
Fort Worth werd gesticht in 1849 als een legerpost om de kolonisten te beschermen tegen aanvallen van indianen. Niet veel later werd het een stopplaats voor het vee dat naar de markten gebracht werd. Daarom kreeg de stad de bijnaam 'Cowtown'. De welvaart steeg en al snel verschenen gokpaleizen, saloons en dansgelegenheden in de stad; van 1876 tot 1919 had de stad een 0,2 hectare grote, beruchte uitgaansbuurt, die vanwege de hoge criminaliteit bekendstond als de Hell's Half Acre. Met de komst van de spoorwegen was het definitief gedaan met de rust. Bij de stad werd een grote overslagplaats aangelegd voor het te verhandelen vee. Rond 1919 werd de stad een belangrijke locatie voor militaire trainingskampen. De berechting van misdaden, waarbij militairen waren betrokken, door een krijgsraad, in combinatie met de felle campagne van protestantse geestelijken, met name de baptistische dominee J. Frank Norris, en economische vooruitgang, maakten een einde aan de Hell's Half Acre, de criminaliteit en de prostitutie aldaar, en aan de slechte reputatie van Fort Worth. Later werd er olie en aardgas ontdekt, wederom een impuls voor de lokale economie.

## Demografie
Van de bevolking is 9,6% ouder dan 65 jaar en bestaat voor 28,6% uit eenpersoonshuishoudens. De werkloosheid bedraagt 4,2% (cijfers volkstelling 2000).
Ongeveer 29,8% van de bevolking van Fort Worth bestaat uit hispanics en latino's, 20,3% is van Afrikaanse oorsprong en 2,6% van Aziatische oorsprong.
Het aantal inwoners steeg van 448.181 in 1990 naar 534.694.
In 2006 werd het aantal inwoners door het United States Census Bureau geschat op 653.320, een stijging van 118.626 (22,2%). In 2016 is het aantal inwoners gestegen tot 854.113.

## Klimaat
In januari is de gemiddelde temperatuur 6,3 °C, in juli is dat 29,6 °C. Jaarlijks valt er gemiddeld 856,0 mm neerslag (gegevens op basis van de meetperiode 1961-1990).

## Bezienswaardigheden
- Botanical Research Institute of Texas
- Fort Worth Water Gardens
- Fort Worth Stockyards
- Texas Motor Speedway
- Kimbell Art Museum,  kunstmuseum met vooral werk uit de 15e tot vroege 20e eeuw
- Modern Art Museum (bijgenaamd: The Modern), kunstmuseum

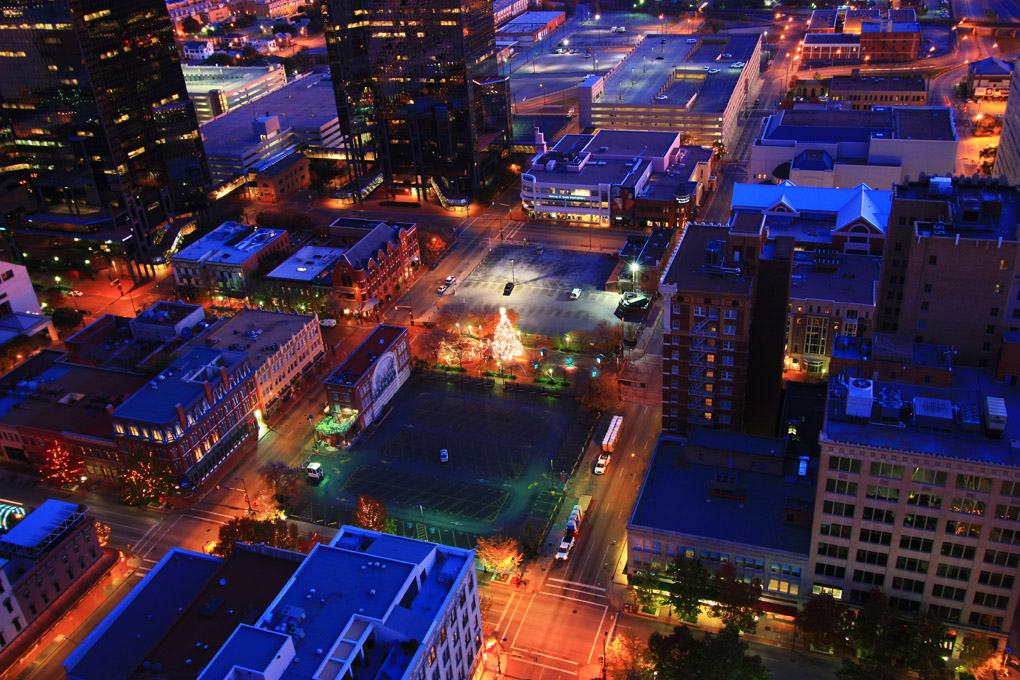
Kerstboom op Main Street in de buurt Sundance Square

## Stedenband
- Trier (Duitsland), sinds 1987

## Plaatsen in de nabije omgeving
De onderstaande figuur toont nabijgelegen plaatsen in een straal van 12 km rond Fort Worth.

## Bekende inwoners van Fort Worth

### Geboren
- Robert Bruce Merrifield (1921-2006), biochemicus en Nobelprijswinnaar (1984)
- Patricia Highsmith (1921-1995), schrijfster
- Fess Parker (1924-2010), acteur
- Robert Robinson (1927-2022), basketballer
- Ray E. Luke (1928-2010), componist, muziekpedagoog, dirigent en trompettist
- John Carter (1929-1991), jazzmusicus
- Bobby Day (1930-1990), zanger, songwriter
- Ornette Coleman (1930-2015), jazzmusicus
- Larry Hagman (1931-2012), (soap)acteur (Dallas)
- Dewey Redman (1931-2008), jazzsaxofonist
- Roger Miller (1936-1992), zanger en acteur
- Julius Hemphill (1938-1995), jazzcomponist en saxofonist
- Jim Marrs (1943-2017), journalist, docent en auteur
- Townes Van Zandt (1944-1997), folksinger-songwriter en dichter
- Clark McAlister (1946), componist, muziekpedagoog, dirigent, arrangeur, muziekuitgever en muziekproducent
- Shelley Duvall (1949-2024), actrice
- Richard Gilliland (1950), acteur
- Gerry Beckley (1952), pianist-gitarist, zanger en een van de oprichters van America
- Kate Capshaw (1953), actrice
- Bill Paxton (1955-2017), acteur en filmregisseur
- Harriet Sansom Harris (1955), actrice
- Mark David Chapman (1955), moordenaar van John Lennon
- Hunter Tylo (1962), (soap)actrice
- Spencer Rochfort (1966), acteur
- Alan Culpepper (1972), atleet
- Taylor Hawkins (1972-2022), drummer (Foo Fighters)
- Six-Two (1973), rapper
- Windell Middlebrooks (1979), acteur
- Jesse Jane (1980-2024), actrice en model
- Kelly Clarkson (1982), zangeres
- Josue Soto (1989), voetballer
- Carlson Young (1990), actrice en regisseuse
- Bryan Reynolds (2001), voetballer

### Overleden
- Leo Vroman (1915-2014), Nederlands dichter en bioloog